# Udruga teniskih profesionalaca
Udruga teniskih profesionalaca (eng. Association of Tennis Professionals, ATP) je udruga koju su 1972. osnovali Donald Dell, Jack Kramer i Cliff Drysdale, radi zaštite interesa profesionalnih tenisača. 
Od 1990. Udruga je organizirala svjetsku tenisku turneju za muškarce pod nazivom ATP Tour. 2001. dolazi do odvajanja na ATP i ATP Tour, no 2009. ponovno dolazi do promjene imena u ATP World Tour. Suština promjene proizlazi iz razvitka turnirskih natjecanja prethodno poznatih kao Grand Prix teniski turniri i Svjetsko prvenstvo u tenisu (WCT). 
Glavni ured Udruge teniskih profesionalaca nalazi se u Londonu. ATP Amerika sjedište ima u Ponte Vedra Beachu, ATP Europe u Monaku, i ATP Međunarodni, koji pokriva Afriku, Aziju i Australiju i Oceaniju, u Sydneyu. 
ATP objavljuje ljestvicu tenisača.
Sljedeći muške kolege, tenisačice 1973. godine osnivaju vlastitu udrugu pod nazivom Womens Tennis Association (WTA) ili Ženska teniska udruga. 

## Povijest
Sve su 1972. godine započeli Jack Kramer, Donald Dell, i Cliff Drysdale. Prvi koju su počeli raditi na koceptu su bili izvršni direktor Jack Kramer i Cliff Drysdale, kao predsjednik. Jack Kramer stvorio je sustav rangiranja (ATP ljestvicu) profesionalnih igrača, koja je počela funkcionirati od 1973. i nastavlja se do današnjeg dana. 
Od 1974. do 1989., muškim natjecanjima upravlja pododbor pod nazivom Tenisko vijeće. Vijeće je bilo sastavljeno od predstavnika Međunarodnog teniskog saveza (ITF), ATP toura, te direktora turnira iz cijeloga svijeta. ATP je zatražio i dobio od Međunarodnog teniskog vijeća pravo da uvede pravilo testiranja na doping, čime je tenis postao prvi profesionalni šport s djelotvornim i dobro dizajniranim sustavom testiranja na doping. 
Cjelokupna organizacija i dalje je bila pod velikim utjecajem direktora samih turnira. Nedostatak predstavnika igrača unutar same strukture Vijeća, 1988. rezultiralo je velikom pobunom igrača, što je u konačnici dovelo do velikh promjena unutar cjelokupne organizacije. 
Godine 1991. krenulo je emitiranje televizijskog paketa 19 turnira, a 1995. pojavljuju se prve teniske internetske stranice.
Promjene 2009. godine obuhvaćaju razvrstavanje ATP World Tour turnira na:
- ATP World Tour Masters 1000,
- ATP World Tour 500 i
- ATP World Tour 250.

Odnosno dotad poznata kategorija Masters Serija turnira postaje nova Masters 1000 razina, a Međunarodna Zlatna ATP serija i Međunarodna ATP serija postaju ATP 500 razina i ATP 250 razina.
Masters 1000 uključuje turnire:  Indian Wells,  Miami,  Monte Carlo,  Rim,  Madrid,  Toronto / Montreal,  Cincinnati,  Šangaj i  Paris. Završni turnir,  Tour Finale, se igra u Londonu.  Hamburg je zamijenjen novim zemljanim turnirom u Madridu, što je novi kombinirani muški i ženski turnir. Od 2011, Rim i Cincinnati će također biti kombinacijski, muški i ženski turnir. 
ATP 500 razina uključuje turnire;  Rotterdam,  Dubai,  Acapulco,  Memphis,  Barcelona,  Hamburg,  Washington,  Peking,  Tokyo,  Basel i  Valencia.
ATP i ITF donijeli su odluku da od 2009., Davis Cup Svjetska skupina i Svjetska Skupina doigravanje se nagrađuju s ukupno do 500 bodova. Igrači akumuliraju bodove kroz 4 kruga glavne skupine i doigravanja, i to se računa kao jedan od četiri najbolja rezultata iz ATP 500 razine turnira. Dodatnih 125 bodova dobiva igrač koji pobijedi u svih 8 pojedinačnih susreta, te uz to osvoji Davis Cup.

## Razredba ATP Tour-a
ATP Tour obuhvaća Grand Slam, ATP World Tour Masters 1000, ATP World Tour 500 seriju, ATP World Tour 250 seriju, ATP Challenger Tour, i ITF Futures turnire. Tour također organizira Svjetsko momčadsko prvenstvo u tenisu, koji se u svibnju igra u Düsseldorfu, te ATP Champions Tour na kojem sudjeluju igrači koji se više ne bave profesionalnim tenisom.
Igrači u pojedinačnoj konkurenciji, te igrači u parovima s najviše prikupljenih bodova tijekom kalendarske godine, igraju na završnomu turniru ATP World Tour Finale. Futures turnire i Grand Slam organizira Međunarodna teniska federacija (ITF), a bodovi prikupljeni na njima se računaju u sustavu bodovanja za ATP ljestvicu.
| Kategorija natjecanja       | Broj turnira | Ukupni nagradni fond ($) | Rang bodova | Upravno tijelo |
| --------------------------- | ------------ | ------------------------ | ----------- | -------------- |
| Grand Slam                  | 4            | vidjeti pojedine turnire | 2000        | ITF            |
| ATP World Tour Finale       | 1            | 4 450 000                | 1100–1500   | ATP            |
| ATP World Tour Masters 1000 | 9            | 2 450 000 do 3 645 000   | 1000        | ATP            |
| ATP World Tour 500 serija   | 11           | 755 000 do 2 100 000     | 500         | ATP            |
| ATP World Tour 250 serija   | 40           | 416 000 do 1 024 000     | 250         | ATP            |
| ATP World Team Cup          | 1            | 1 750 000                | —           | ATP            |
| ATP Challenger Tour         | 178          | 35 000 do 150 000        | 75 do 125   | ATP            |
| ITF Futures turniri         | 534          | 10 000 i 15 000          | 17 do 33    | ITF            |

## Osoblje i ustroj
- Adam Helfant je trenutni izvršni predsjednik i predsjednik ATP-a
- Mark Young je izvršni direktor za Amerike.
- Laurent Delanney je izvršni direktor za Europu, a
- Brad Drewett izvršni direktor Međunarodne grupe.

Sedmeročlani ATP odbor direktora uključuje:
- Adama Helfanta
- predstavnike turnira: Gavina Forbesa, Marka Webstera, Grahama Pearcea.
- tri predstavnika igrača s dvogodišnjim terminom:

Giorgio di Palermo - europski zastupnik,
David Edges - međunarodni predstavnik i
Justin Gimelstob - američki zastupnik.
Predstavnici igrača biraju se na Vijeću ATP igrača.
Desetoročlano Vijeće ATP igrača pruža savjetodavne usluge Upravnome odboru, koji ima snagu prihvatiti ili odbiti prijedloge Vijeća. Vijeće se sastoji od:
- četiri igrača koji su rangirani unutar prvih 50 u pojedinačnoj konkurenciji: Roger Federer (predsjednik), Rafael Nadal (potpredsjednik), Sam Querrey i Fernando Gonzalez
- dva igrača koji su rangirani između 51. i 100. mjesta u pojedinačnoj konkurenciji: Peter Luczak i Jarkko Nieminen, te
- dva igrača među 100 najboljih u parovima: Eric Butorac i Nenad Zimonjić te
- dva ostala člana: Yves Allegro i Ashley Fisher.

## Poveznice
- Wimbledon
- Roland Garros
- Australian Open
- US Open
- Croatia Open
- Davis Cup

## Vanjska poveznica
- ATP World Tour službena stranica